# موسى شرارة
الشيخ موسى بن الشيخ أمين شرارة العاملي (1267 هـ - 1304 هـ)، عالم دين شيعي ومصلح ديني من جبل عامل، فقيه، أديب وأصولي وله إلمام بعلوم الحكمة.

## ولادته ونشأته
هو الشيخ موسى بن أمين بن موسى بن محمد شرارة العاملي، كان مولده بالنجف سنة 1267 هجرية (1851 ميلادي)، أما أصل عائلته فيعود إلى بنت جبيل في جنوب لبنان.
وآل شرارة بيت علم في جبل عامل ويحتمل كونهم من القبيلة العربية البدوية المعروفة بالشرارات والظاهر أن
أصلهم من جزين ونزحوا عنها مع من نزح منها من الشيعة بدليل وجود مكان فيها يدعى عريض بيت شرارة إلى اليوم.
درس مقدمات العلوم في جبل عامل وابرز أساتذته في الجبل: الشيخ جعفر بن علي آل مغنية والشيخ مهدي آل شمس الدين، ثم هاجر إلى النجف سنة 1288 هجرية.

## دراسته وتحصيله
تمكن من حفظ القرآن الكريم في عامه الخامس خلال فترة لم تتجاوز الخمسة أشهر، قبل أن ينتقل إلى النجف وهو ابن اثنتي عشر سنة من عمره، حيث التحق بالمدرسة الدينية. وتتلمذ على أيدي أشهر العلماء والفقهاء في ذلك الزمن ومنهم: 
1. الشيخ عبد الحسين الطريحي: قرأ عليه شرح اللمعة.
2. الشيخ مرتى الأنصاري: وقد درس عليه شيئا من الرسائل.
3. الشيخ ملا علي الهمداني أحد تلامذة الشيخ مرتضى الأنصاري.
4. الشيخ الأخوند ملا كاظم الخراساني: درس عليه الرسائل والأصول.
5. الشيخ محمد حسين آل يس الكاظمي: درس عليه في الفقه.
6. الشيخ محمد طه نجف.

وكان السيد حسن الصدر من أبرز رفاق درسه في النجف كما كان كثير الاختلاط بالسيد محمد سعيد حبوبي والشيخ أحمد ابن صاحب الجواهر والسيد مهدي الحكيم.

## تلامذته

### تلامذته في النجف
من أبرز تلامذته في النجف:
- الشيخ كاظم شرارة
- السيد حيدر وأخوه السيد جواد مرتضى.
- الشيخ جواد الغول العاملي:[4] ولد سنة 1285 هجرية، توفي في النجف عام 1352 هجرية، درس في النجف على الشيخ موسى شرارة.
- الشيخ محمد الغول وهو أخو الشخ جواد الغول.

### تلامذته في جبل عامل
- الشيخ أحمد بن عبد المطلب بن محمد بن حسن مروّة، وتوفي في عيتيت عام 1314 هـ. وكان المذكور قد قرأ على الشيخ محمد علي آل عز الدين في حنويه علوم اللغة والمنطق والبيان، ثم انتقل إلى بنت جبيل وقرأ في مدرسة الشيخ موسى شرارة ودرس عليه في الفقه والأصول، ثم انتقل إلى أنصار ودرس على السيد حسن آل إبراهيم الحسيني العاملي.[5]
- الشيخ حسين مغنية
- السيد محسن الأمين العاملي
- السيد نجيب فضل الله: هو السيد نجيب بن محيي الدين بن نصر بن فضل الله العاملي (1281-1337هـ)/(1864-1918م)من قرية عيناثا، عاش في لبنان والعراق، تلقى تعليمه في مسقط رأسه ثم انتقل إلى مدرسة حنوية، فدرس على محمد علي عزالدين، ثم التحق بمدرسة موسى شرارة بعد تأسيسها في بنت جبيل ثم عمل فيها مدرسا فتتلمذ عليه محسن الأمين العاملي.[6]
- الشيخ خليل بن حسين بن سليمان الزين
- السيد محمد رضا فضل الله
- الشيخ موسى مغنية الذي أصبح من أبرز المدرّسين الذين تعاون معهم الشيخ موسى شرارة في ارساء دعائم مدرسته الدينية
- الشيخ عبد الكريم شرارة
- السيد عبد الحسين بن علي فضل الله:[7] (1324-1415 هـ)- (1906-1994م)، عمل واعظا ومرشدا دينيا في بلدته عيناتا.

## عودته إلى جبل عامل
أثناء وجوده في النجف، ألم به مرض نتج عنه سعال شديد وبحة في صوته (يقال أنه السل)، فأشار عليه الأطباء بالمعالجة أو تغيير الهواء والعودة إلى جبل عامل، فاختار العودة إلى موطنه الأصلي وذلك سنة 1298 هجرية.

## مؤلفاته
له عدد من المؤلفات منها:
1. الدرة المنظمة الحاوية لقوانين الأصول المحكمة: وهي منظومة في الأصول تصل إلى 1680 بيتا.
2. منظومة في المواريث تصل إلى 248 بيتا.
3. له كتاب في الفقه لم يتممه
4. رسالة في الكلام
5. تعليقة على كتاب شرائع الإسلام.
6. رسالة في تهذيب النفس. (مخطوطة)
7. «رسالة في أصول الدين». (مخطوطة)
8. أرجوزة في رحلته من العراق إلى الشام
9. له كراريس في الحكمة والمنطق.
10. له الكثير من الشعر في الإخوانيات والمراسلات ورثائ أهل البيت.[8]

## ما قيل فيه
- ألّف السيد محمد رضا فضل الله (المتوفى في العام 1917)، كتابا بعنوان «العلامة الشيخ موسى أمين شرارة»، وهي دراسة مستقلة تهدف لتبيان إسهاماته في اعلاء شأن العلم والعلماء، ودوره في بث المعرفة والوعي. كما عرض المؤلف في هذا الكتاب لما كان يدور في حلقات العلماء ومدارسهم، وتعرّض للمرحلة التي عاش فيها الشيخ شرارة سواء في النجف أو في جبل عامل.[9]
- قال عنه السيد محسن الأمين: «كان عالما فاضلا معاصرا محققا مدققا فقيها أصوليا شاعرا أديبا واعظا خطيبا فصيحا حسن الأخلاق عالي الهمة كثير الحفظ حسن الخط جميل الصفات جامعا لأنواع الكمالات».[10]
- ذكره العلامة الطهراني في (نقباء البشر) فقال:«العلامة الفقيه الجامع للفنون الإسلامية، أصله من (بنت جبيل)».
- وقد أطرى في الثناء عليه السيد حسن الصدر في تكملة أمل الآمل فقال: «كان من حسنات العصر فاضلا في كل العلوم الإسلامية خصوصا في علوم الأدب والفقه وأصوله وله إلمام بعلمي الكلام والحكمة قوي الحافظة جدا لا ينسى ما حفظ كثير الاستحضار لكل ما قرأه من العلوم والشعر والخطب وتواريخ العلماء وأيام العرب حسن الأخلاق كثير التواضع حسن المحاضرة جدا كثير المحبة لأهل العلم كثير الترويج لهم أبي الطبع للغاية عالي الهمة... وكان يحضر بحث الشيخ محمد حسين الكاظمي والشيخ محمد طه نجف حتى فاق أقرانه وعند رجوعه إلى لبنان اشتغل بترويج الدين وتعليم المسلمين».
- ذكره عمر كحالة في معجم المؤلفين فقال: «موسى شرارة (1268 - 1304 ه‍) موسى بن أمين شرارة العاملي. فقيه، أصولي، فرضي، ناظم، من الامامية. ولد في بنت جبيل من قرى جبل عامل، وتلقي الادب بالعراق، وتوفي في قريته. من آثاره: أرجوزة في أصول الفقه، وأرجوزة في الإرث».[11]

## في جبل عامل
بعد عودته أكب على العديد من الأمور:
- عمل على تدريس العلوم الشرعية، حيث أنشأ مدرسة دينية في بنت جبيل، انتقل إليها طلاب مدرسة حناويه، وبقي فيها ست سنين حتى وفاته.
- من أبرز تلامذة هذه المدرسة: الشيخ حسين مغنية، السيد محسن الأمين العاملي الذي كلّفه الشيخ موسى عدة مرات فـي القراءة عنه فـي المحاضر، وشجّعه على نظم الشعر، السيد نجيب فضل الله، الشيخ خليل بن حسين بن سليمان الزين، السيد محمد رضا فضل الله، الشيخ موسى مغنية. ومن تلامذتها ولده الشيخ عبد الكريم شرارة وحفيده الشيخ محسن شرارة (صاحب المقالات الشهيرة في مجلة العرفان) وحفيده الآخر الشيخ موسى شرارة الذي سكن في الهرمل.
- عمل على محاربة بعض العادات غير المشروعة.
- عمل على نشر وإقامة مجالس العزاء في عاشوراء، مدخلا بعض التحسينات ومقتبسا من العادات العراقية ومستفيدا من كتاب شارك في تأليفه مجموعة خطباء من العراق وهو كتاب «السفينة» فنسخ الناس منها نسخاً كثيرة وتداولوها وهو كتاب يحوي الكثير من المبالغات والمغالطات. وهو أول من قرأ مقتل ابن طاووس في العاشر من المحرم في جبل عامل وتبعه الناس على ذلك.
- عمل على تهذيب الأدب العاملي ونشره من خلال إحياء المجالس الأدبية والشعرية.
- أدخل إلى جبل عامل عادة شرب الشاي باستعمال (الإبريقين) وفقاً لتقنية (السماور) التي كان قد أخذها من أوساط العلماء النجفيين.
- هذا وقد استوحى إلى حد بعيد تجديداته في جبل عامل من الطرق والممارسات النجفية، بما يشبه قليلاً حالة تقليد أبناء المحافظات لما يجري في العاصمة. وقد كان الهدف هنا تنظيم الحياة الدينية العاملية على صورة ما كان يقوم به كبار المجتهدين في المدن المقدسة. في نهاية المطاف فإنّ أهم اسهام لموسى شرارة هو تمكنه من خلق تصوّر شامل للإصلاح الديني، فقد كن ينوي في نفس الوقت تحسين الحياة الأدبية إلى جانب الممارسات الطقسية والتربية الدينية.
- حاور العديد من شيوخ أهل السنة في لبنان كما حاور بعض رموز المسيحيين وحاججهم.

وبوجه عام يقول السيد محسن الأمين:«استطاع خلال ست سنوات قضاها في المنطقة، أن يؤثر في العلم والأخلاق، ما لم يؤثره غيره في ستين سنة».

## سيرته
كان قوي الحافظة، كثير الاستحضار، حسن المحاضرة عذب الكلام جيد التقرير.
لم يقبل من أحد من العلماء شيئا من الحقوق مدة بقائه في العراق، وكان يكتفي بما يرسل اليه من والده.
أيام إصابته بمرضه في النجف عُرضت عليه الأموال الطائلة فأبى أن يقبل من أحد شيئا، حتى أن الشيخ محمد حسن آل يس الكاظمي قال: لو توفقت معالجة الشيخ موسى على بيع عمامتي التي على رأسي لبعتها.

## ابنه الشيخ عبد الكريم شرارة
برز من أبنائه الشيخ عبد الكريم بن موسى شرارة، الذي ولد في النجف عام 1297 هجرية، وتوفي في بنت جبيل عام 1332 هجرية.
الظاهر أن والده تركه في النجف، وعاد إلى جبل عامل، وبعد وفاة والده قدم الشيخ عبد الكريم إلى جبل عامل وقرأ في مدرسة السيد علي محمود الأمين في شقراء، ثم انتقل إلى مدرسة السيد نجيب فضل الله في عيناتا، ومنها توجه ثانية إلى النجف حيث درس على أعلامها وعاد إلى جبل عامل عام 1329 هجرية. له كتب وتعليقات كثيرة وأشعار فقدت واحترقت مع دخول الفرنسيين لمدينة بنت جبيل (بعد انتفاضة التبغ) عام 1920 ميلادي وما رافقها من حرق وتدمير، ولم يبق منها سوى بعض تعليقات على شرح والده على الشرائع، وبعض صفحات من شرح له على منظومة والده في أصول الفقه.
عند عودته إلى بنت جبيل، أعاد النشاط لمدرسة والده، وعمل في التدريس والفصل في قضايا الناس، كما أعاد النشاط للجامع الكبير الذي أنشأه والده في بينت جبيل، وعمل على تأسيس ناد حسيني في المدينة ليبعد النشاطات الغير دينية عن الجوامع. وقد أحرق النادي الحسيني المذكور في العام 1920 على أيدي الفرنسيين وأعاد بناءه الشيخ محسن بن الشيخ عبد الكريم بن موسى شرارة. 

## وفاته
توفي ليلة الخميس قريب الفجر 11 شعبان سنة 1304 هجرية (5 أيار 1887 ميلادي)، عن 37 عاما.

## وصلات خارجية
- الشيخ موسى أمين شرارة (1851 – 1887) - السيد محمد رضا فضل الله

## ضريحه
في عام 2014 تم بناء قبة عند ضريح الشيخ موسى شرارة وضريح السيد هاشم الحكيم بالإضافة إلى تجديد القبر بتوجيه وتمويل من رئيس المجلس التنفيذي في حزب الله السيد هاشم صفي الدين وباشراف جمعية جهاد البناء

قبر الشيخ موسى شرارة
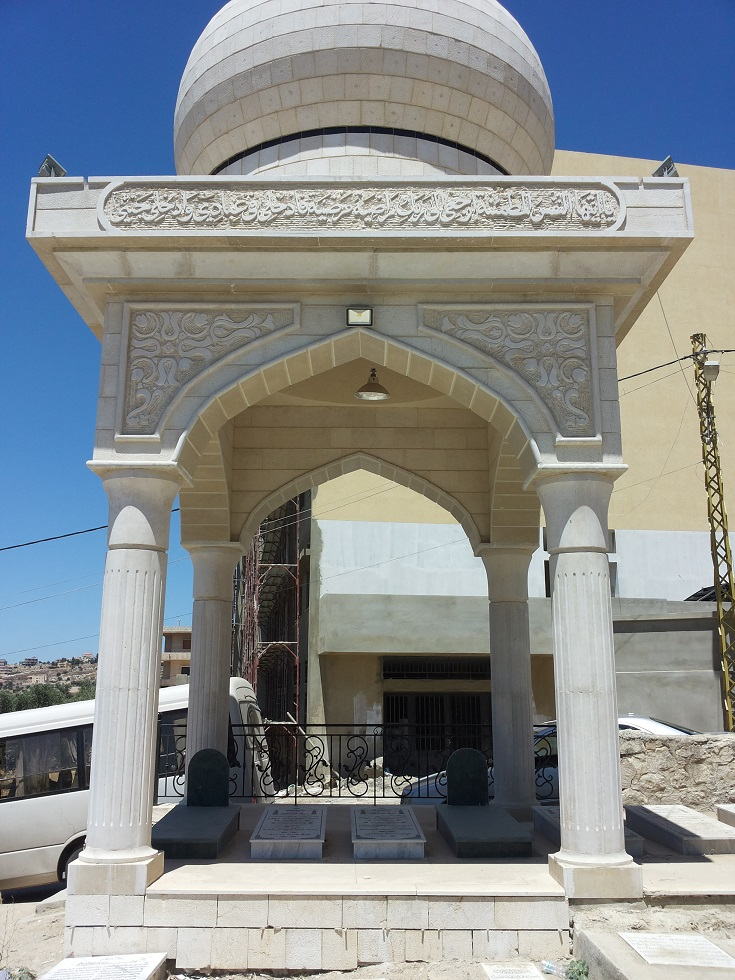
القبة التي تم بنائها فوق قبر الشيخ موسى شرارة